# Steinpfeiler von Kilnaruane

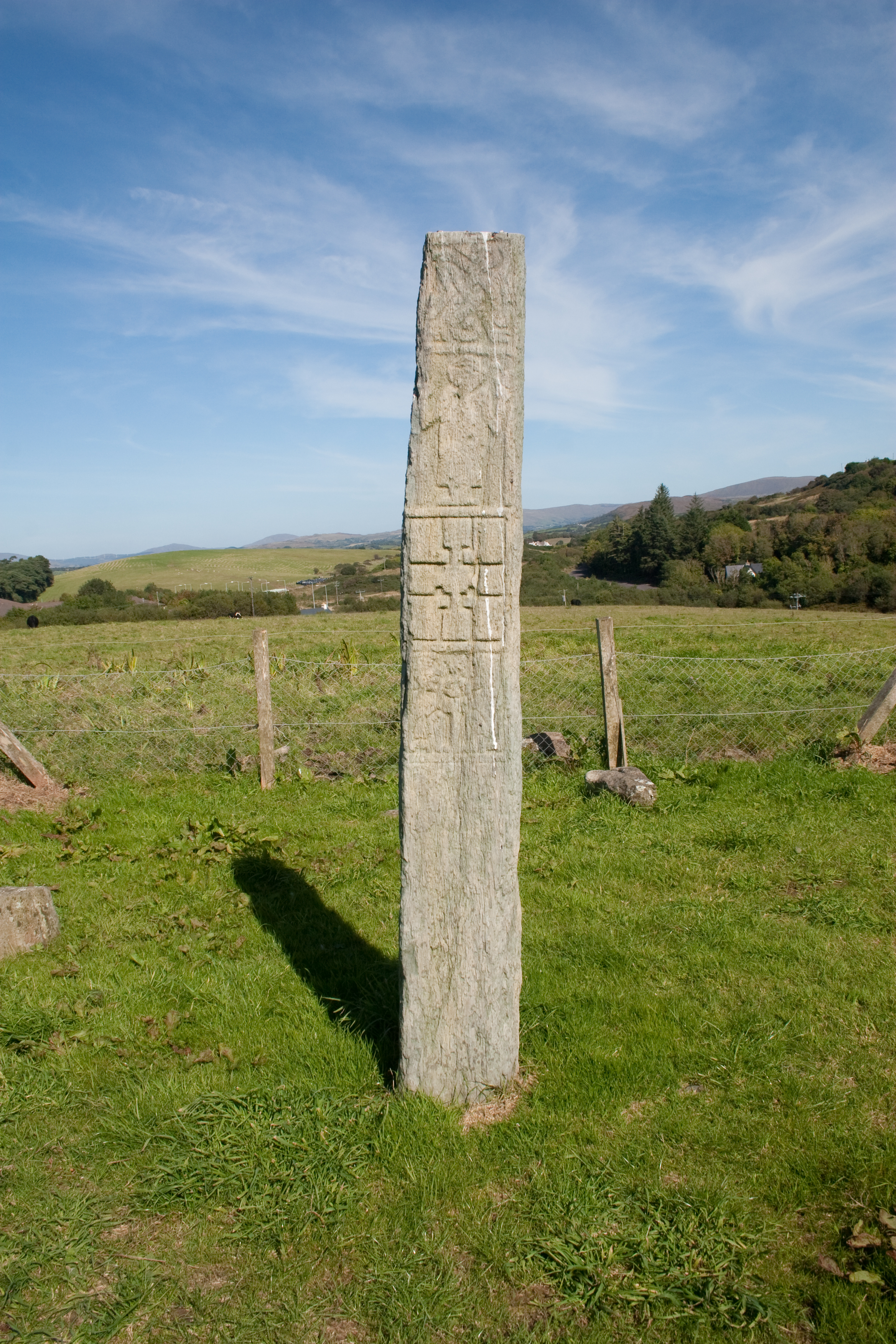
Steinpfeiler von Kilnaruane

Der dekorierte, aufrecht stehende antike Steinpfeiler von Kilnaruane (ein ehemaliger Schaft eines Keltenkreuzes – auch St Brendan’s Stone genannt) befindet sich in einer frühkirchlichen Einfriedung (irisch: shéipéil agus ráthanna; engl. Early ecclesiastical enclosure; franz. Enclos paroissial) im Townland Kilnaruane (irisch Cill na Ruán), bei Cappanoloha südwestlich von Bantry im County Cork in Irland. 

## Beschreibung und Inschriften
Der Steinpfeiler (englisch Pillar stone) ist ein National Monument und 2,05 m hoch, 0,26 m breit und 0,15 m dick. Eine Frontseite ist in vier Tafeln unterteilt. 
- Die oberste Tafel zeigt zwei eingelegte Knotenmuster.
- Die zweite eine anbetende Figur.
- Die dritte ein griechisches Kreuz.
- Die unterste stark abgewitterte Platte zeigt Paulus von Theben und St. Antonius an einem Altartisch mit Brot sitzend.

Die andere Frontseite ist in drei Tafeln unterteilt. 
- Die oberste trägt die Reste einer eingelegten Spirale.
- Die zweite zeigt zwei Paar vierbeinige Tiere.
- Die dritte Tafel zeigt drei Kreuze um ein Boot mit vier Ruderern und einer fünften Figur am Heck, die das Meer befahren.

Steinpfeiler von Kilnaruane
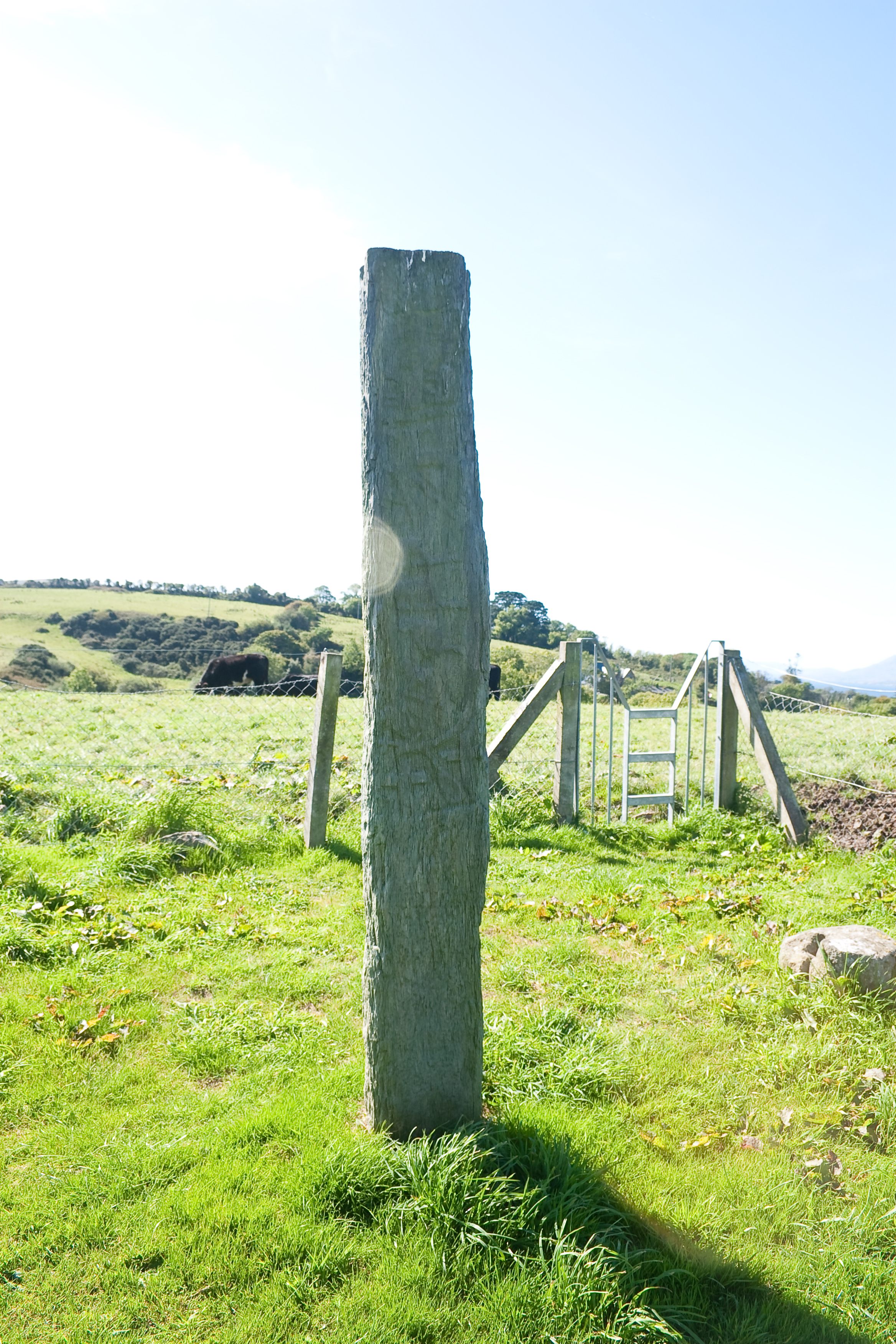
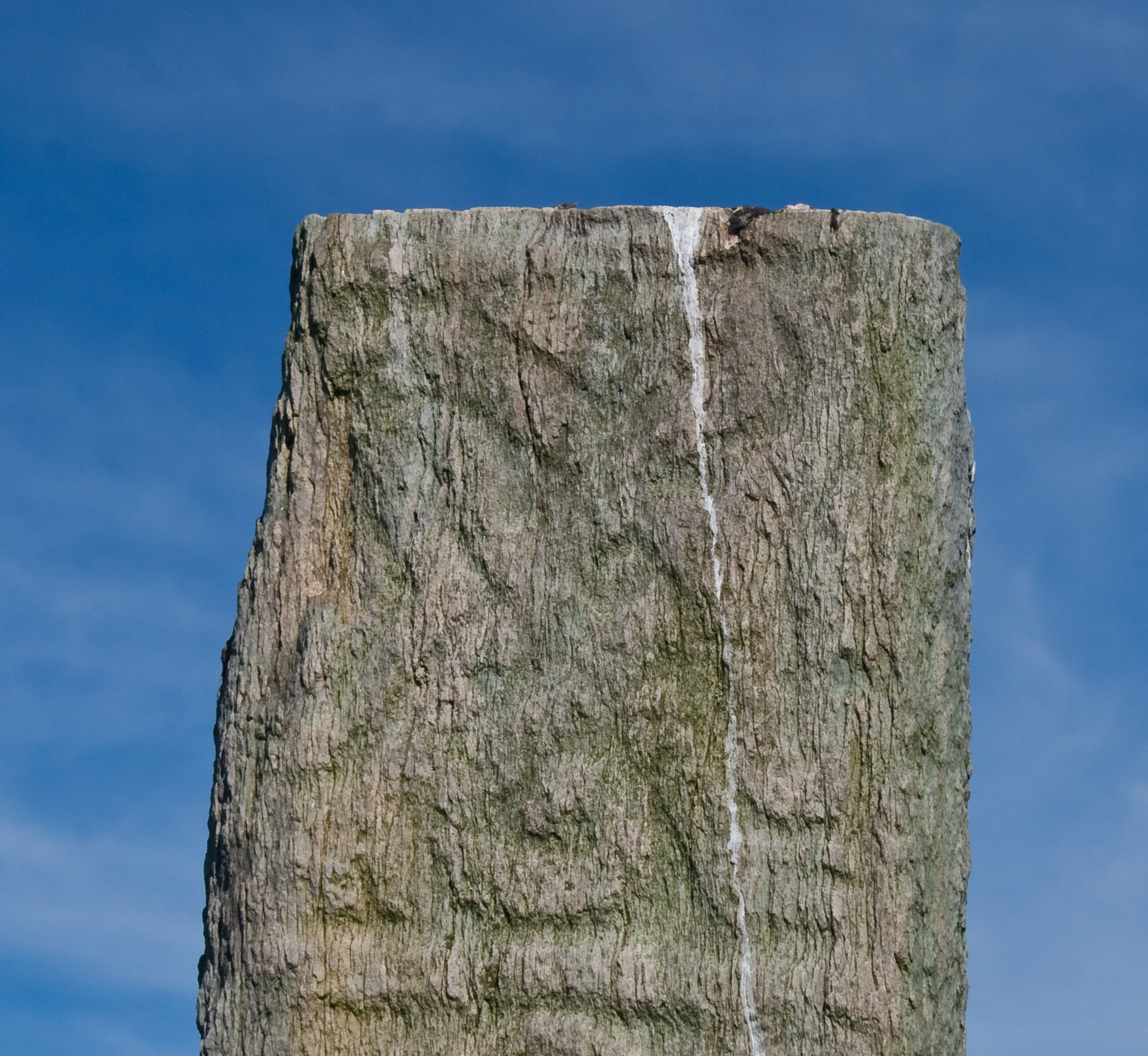
Knotenmuster
Boot
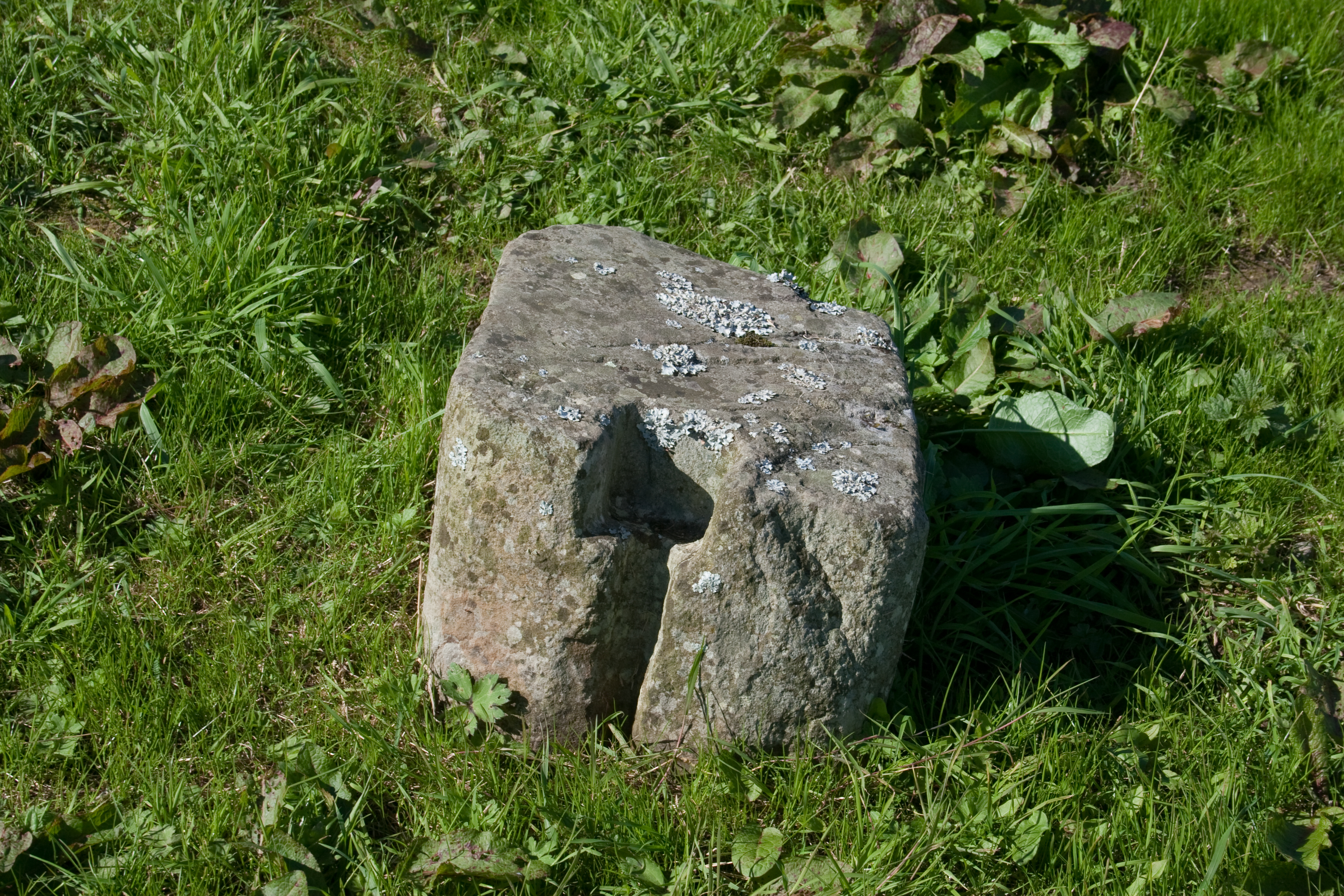
Felsbrocken neben der Säule

Es gibt zwei Kerben in der Säule, die eine Befestigung eines weiteren Elements anzeigen. Nahe der Säule liegen vier tief eingerillte Felsbrocken, die eine Funktion als Scharnier oder Eckpfeiler in der Struktur gehabt haben können. In der Nähe befinden sich zwei Bullauns und die Steinreihen von Scartbaun, Keilnascarta und Parkana.